# Clathrus ruber
Il Clathrus ruber (Micheli, 1729) è un fungo tanto curioso quanto comune che appartiene alla famiglia delle Clathraceae.

Questo particolare fungo, a maturità, secerne una gleba deliquescente di color marrone-verdognola oppure nerastra che emana odore cadaverico abbastanza fastidioso, avvertibile anche a distanza; odore forte ma non al livello di quello del Phallus impudicus o del Phallus hadriani, che è assolutamente insopportabile e chiaramente percepibile anche a molti metri.
Venne descritto, per la prima volta, nel 1592 da Fabio Colonna, che lo denominò "Fungo lanterna" per la sua particolare forma.
Se ben conformato in modo regolare, questo fungo a maturazione assume la sorprendente forma geometrica di un icosaedro troncato.

## Descrizione della specie
Sporoforo

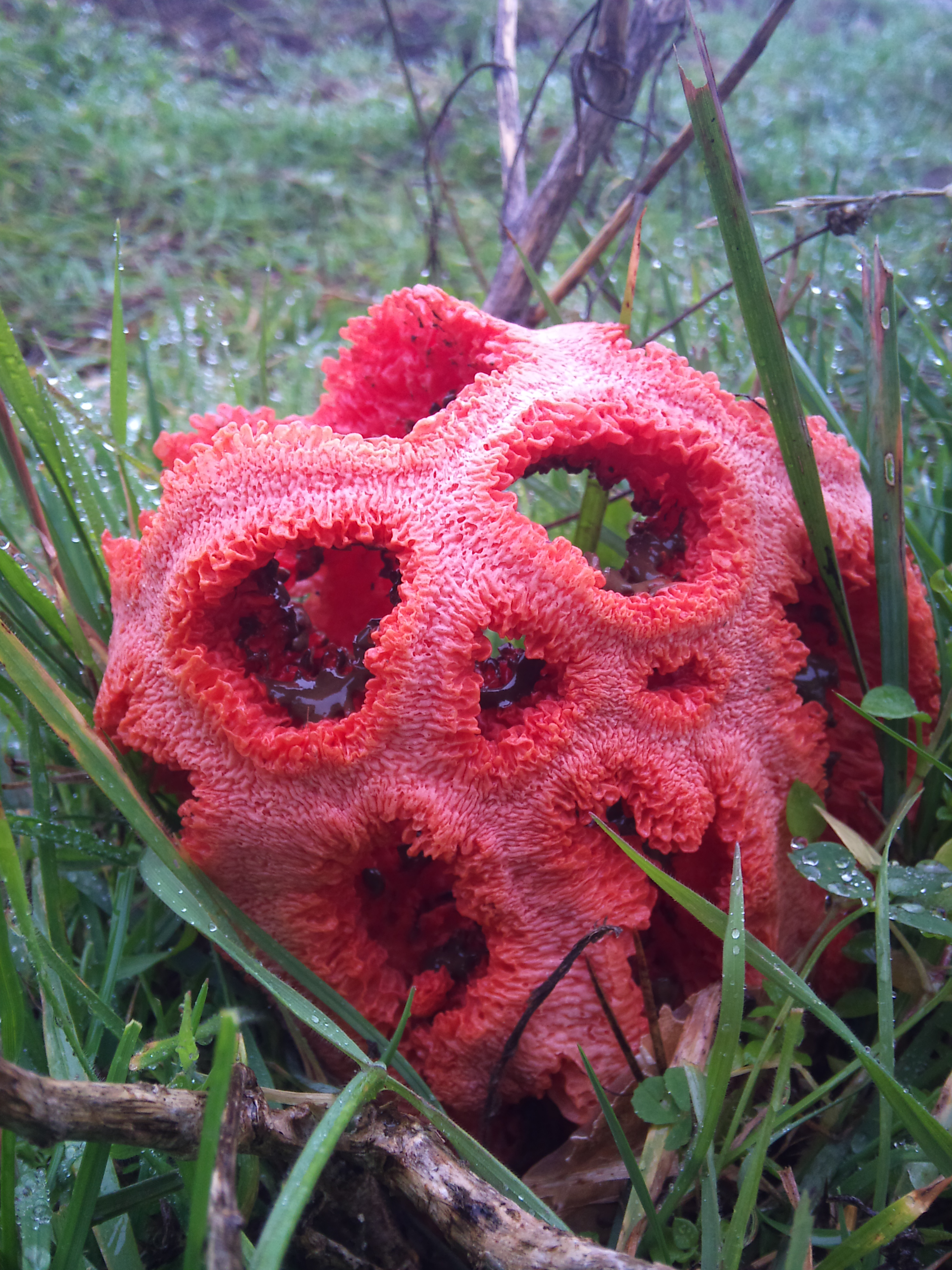
Carpoforo maturo.

Quando immaturo, si presenta a forma di un "ovetto" racchiuso in una volva bianca (esoperidio), con alla base una piccola appendice radiciforme.
 Volva 

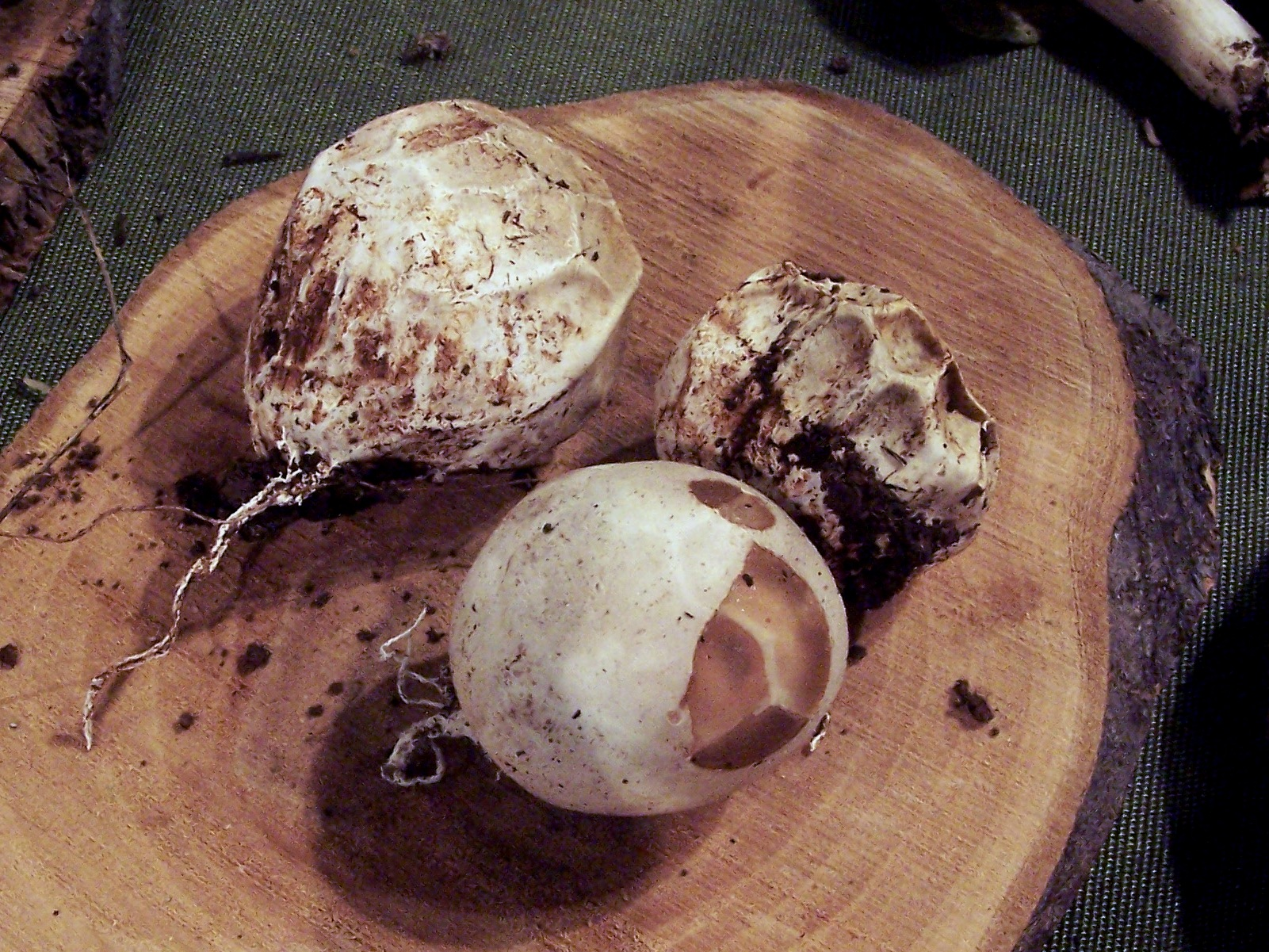
Esemplari di C. ruber allo stato di "ovolo"

A maturità si lacera e fuoriesce un ricettacolo (endoperidio) a forma di gabbia ed a larghe maglie, di color rosa, poi rosso sangue o rosso-scarlatto; le maglie della gabbia, internamente, sono cosparse di mucillagine granulosa di colore olivastro o bruno-verdastro, che contiene le spore.
 Carne 
Fragile, fetida.
- Odore: cadaverico, fecale, insopportabile, percepibile anche a distanza.

 Spore 
Di colore bruno o verdastro in massa, ellittiche, lisce, guttulate, 5-6 x 1,5-2 µm.

## Habitat
Originario dell'area mediterranea. Cresce dalla primavera all'autunno nei luoghi umidi: boschi di latifoglie e conifere delle zone appenniniche e prealpine. 
Non sono infrequenti gli avvistamenti d'inverno, se il tempo è mite.

## Commestibilità
Non commestibile, poco invitante. Oltre ad avere un odore repellente, acquisisce una certa tossicità in fase di maturazione.
Tuttavia, secondo voci non confermate, in alcune nazioni del nord Europa viene consumato senza problemi allo stato di "ovolo" e privato del peridio gelatinoso.

## Specie simili
- Phallus impudicus / Phallus hadriani allo stato di ovolo.

## Etimologia
GenereDal latino clathrus = inferriata, cancello, per la sua forma.
SpecieDal latino ruber = rosso, per il suo colore.

## Sinonimi e binomi obsoleti
- Clathrus cancellatus Tourn. ex Fr., Systema mycologicum (Lundae) 2(2): 288 (1823)

## Nomi comuni
- Clatro rosso
- Fungo lanterna
- Gabbiola
- Fuoco selvatico (in Toscana)
- Cuore di Strega